# The Rise of the Johnsons
The Rise of the Johnsons é um curta-metragem mudo norte-americano de 1914, do gênero comédia, com participação de Oliver Hardy.

## Elenco
- John Edwards - Sr. Johnson
- Mattie Edwards - Sra. Johnson
- Oliver Hardy - Merceeiro

## Ver Também
- Filmografia de Oliver Hardy